# For Lack of a Better Name
For Lack of a Better Name je čtvrté studiové album kanadského interpreta elektronické taneční hudby, Deadmau5e. Deadmau5 spolupracoval s MC Flipside na skladbě „Hi Friend“ a také s Robem Swirem na skladbě „Ghosts N Stuff“. Album bylo vydané 22. září 2009 v USA a 5. října celosvětově.

## Seznam skladeb
| Pořadí         | Název                              | Délka   |
| -------------- | ---------------------------------- | ------- |
| 1.             | FML                                | 6:35    |
| 2.             | Moar Ghosts 'n' Stuff              | 4:30    |
| 3.             | Ghosts 'n' Stuff (feat. Rob Swire) | 3:15    |
| 4.             | Hi Friend! (feat. MC Flipside)     | 5:15    |
| 5.             | Bot                                | 5:22    |
| 6.             | Word Problems                      | 7:48    |
| 7.             | Soma                               | 6:07    |
| 8.             | Lack of a Better Name              | 6:58    |
| 9.             | The 16th Hour                      | 9:29    |
| 10.            | Strobe                             | 10:37   |
| Celková délka: | Celková délka:                     | 1:05:52 |